# Canon EOS 400D
Canon EOS 400D — цифровой зеркальный фотоаппарат начального уровня серии EOS компании Canon. Ориентирован на фотографов-любителей. Позиционируется производителем как развитие популярной бюджетной камеры Canon EOS 350D. Следующая модель данного уровня — Canon EOS 450D.
В Северной Америке фотоаппарат продаётся под названием Digital Rebel XTi, в Японии — EOS Kiss X.

## Описание

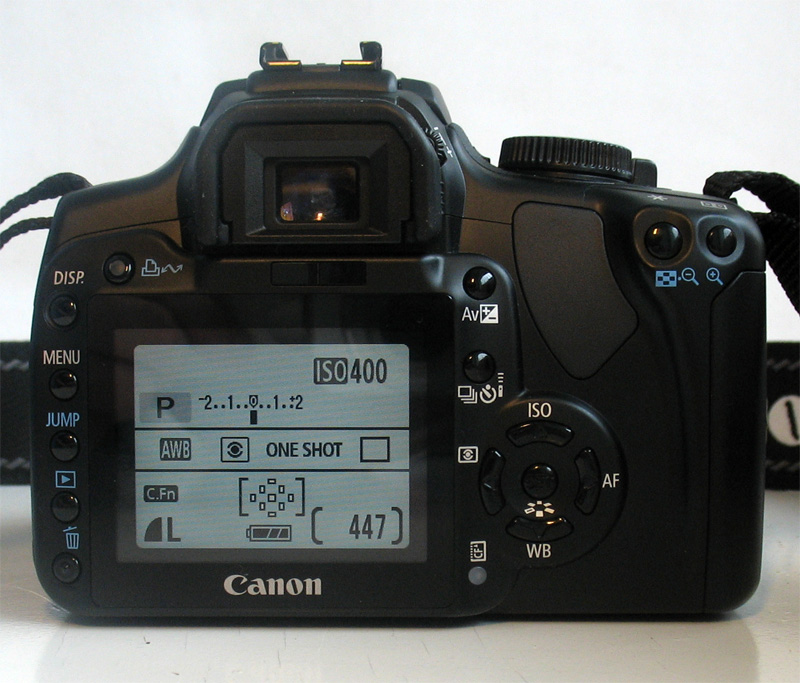
EOS 400D. Вид сзади

Canon EOS 400D представляет собой однообъективную цифровую зеркальную камеру (SLR) со светочувствительной КМОП-матрицей (CMOS) с разрешением 10 млн пикселей размера 22,2×14.8 мм (APS-C, для объективов серии EF множитель будет 1,6).
Видоискатель фотоаппарата представляет собой пентазеркало. Поле зрения видоискателя составляет 95 %, увеличение — 0,8×.
Для обработки изображения используется процессор Digic II.
В отличие от большинства предыдущих камер серии EOS, на 400D отсутствует дополнительный информационный экран. Его функцию выполняет цветной TFT-дисплей (2,5", 230000 пикс.), на котором отображаются все параметры аппарата. Камера оборудована датчиком, отключающим экран при поднесении видоискателя к глазу.
Модель способна отснять серию из 27 кадров в формате JPEG и до 10 кадров в RAW(.CR2) при частоте 3 кадр/сек. Есть режим съемки пары RAW + JPEG.
Режимы отработки экспозиции — программный автоматический (Р), приоритет выдержки (Tv), приоритет диафрагмы (Аv), ручной режим (M), а также — автоматическая экспозиция с учетом глубины резкости(A-Dep) и сюжетные программы (полный автомат, портрет, пейзаж, макро, спорт, ночной портрет, отключение вспышки).
Есть возможность срабатывания затвора по внутреннему таймеру или дистанционно с ИК-пульта(продается отдельно).
Модель снабжена встроенной вспышкой (ведущее число 13 (ISO 100)) и может работать с внешней (через интеллектуальный «башмак» по E-TTL II); предусмотрена возможность синхронизации с выдержкой 1/200 с, беспроводного управления группой вспышек, и синхронизации по второй шторке; возможна также коррекция и брекетинг мощности импульса вспышки.
Впервые для зеркальных камер Canon использована система автоочистки сенсора от пыли с помощью высокочастотных колебаний.
Для связи с ПК/принтером есть интерфейс USB 2.0. Также есть аналоговый видео-выход для просмотра фотографий на ТВ.
Производство EOS 400D началось в середине 2006 года. После снятия с производства её место на рынке заняла модель Canon EOS 450D, которая получила ряд усовершенствований и дополнительных возможностей.

### Встроенное программное обеспечение
Последней на сегодняшний день версией встроенного программного обеспечения (firmware) является 1.1.1. Ранее были выпущены версии 1.1.0 _ 1.0.5.и 1.0.4

## Совместимость
Камера совместима с объективами EF/EF-S, а также с фотовспышками Canon Speedlite EX (поддерживающими замер экспозиции E-TTL II).

## Комплект поставки

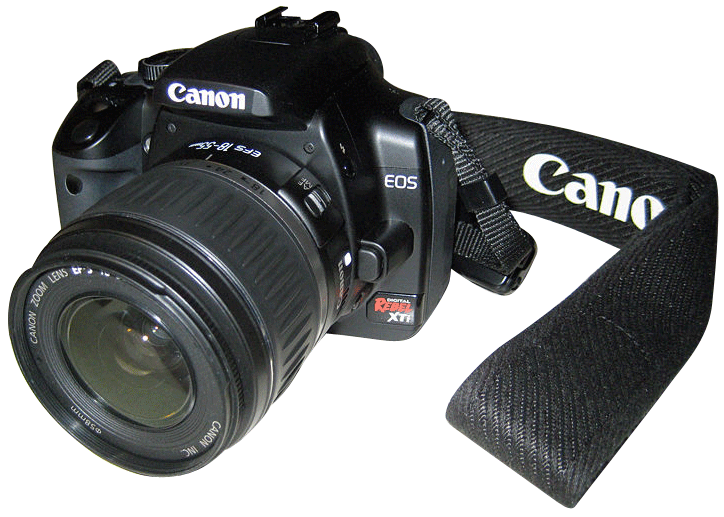
EOS 400D

EOS 400D поставляется в комплекте с объективом Canon EF-S 18-55 mm f/3.5-5.6 II («Canon EOS 400D Kit») или без него («Canon EOS 400D Body»).
Кроме того, в комплект поставки входят:
- Аккумулятор NB-2LH
- Зарядное устройство CB-2LW или CB-2LWE
- Интерфейсный кабель IFC-400PCU и видеокабель VC-100
- Ремень EW-100DBII
- 2 компакт-диска, три печатных руководства

Камера поставляется в двух цветовых вариантах корпуса: чёрном и серебристом.

## Альтернативная прошивка
Существует версия CHDK и для 400d, после прошивания появляется возможность:
- снимать от ISO 16 до ISO 3200 с множеством промежуточных значений.
- точечный замер
- заводское меню
- информация об использовании затвора
- возможность фокусироваться сразу по нескольким точкам
- интервальная съемка